# Вулиця Ігоря Савченка
Ву́лиця І́горя Са́вченка — зникла вулиця, що існувала в Московському, нині Голосіївському районі міста Києва, місцевість Корчувате. Пролягала від Чапаєвського шосе (нині — Віто-Литовський провулок) до Набережно-Корчуватської вулиці. 

## Історія
Вулиця виникла в 1-й половині XX століття під назвою Нова. Назву отримала 1965 року на честь українського кінорежисера Ігоря Савченка.
Ліквідована в 1980-х роках у зв'язку з частковою зміною забудови в навколишній місцевості.